# Наки (село)
Наки (груз. ნაკი) — село в Грузии, на территории Местийского муниципалитета края (мхаре) Самегрело-Верхняя Сванетия.

## География
Село находится в северо-западной части Грузии, на правом берегу реки Хаишура (левый приток Ингури), на расстоянии приблизительно 43 километров (по прямой) к западо-юго-западу от посёлка городского типа Местиа, административного центра муниципалитета.

## Население
По результатам официальной переписи населения 2014 года в Наки проживало 12 человек (5 мужчин и 7 женщин). В национальной структуре населения грузины составляли 100 %.